# Giovanni Maria Cavalleri
Padre Giovanni Maria Cavalleri (San Michele dei Morti, 11 novembre 1807 – Monza, 1º dicembre 1874) è stato un religioso, fisico e astronomo italiano, appartenente all'ordine dei barnabiti.

## Biografia
Giovanni Cavalleri nacque a San Michele dei Morti (oggi Ripalta Cremasca) in provincia di Cremona l'11 novembre 1807, figlio di Cristoforo Cavalleri e Lucia Sangiovanni. Dopo gli studi iniziali si iscrisse al seminario di Crema che abbandonò nel 1829 per entrare nell'ordine dei Barnabiti. Dopo i voti, pronunciati nel 1833 iniziò l'insegnamento, prima a Lodi e poi, dal 1835, nel collegio barnabita di Santa Maria degli Angeli a Monza.
I suoi interessi nell'ambito delle scienze lo portarono ad occuparsi della fisica in vari campi: ottica, sismologia, elettrologia. Si interessò inoltre anche di agraria. Il suo interesse per la scienza non era solo teorico, ma manifestò anche una grande capacità a realizzare in pratica vari strumenti scientifici.
Egli fu tra i primi a ipotizzare l'utilizzo del pendolo come strumento per la misura delle scosse sismiche. A tale proposito realizzò nel 1858 un sismometro a pendoli verticali multipli. Lo strumento era in grado di registrare varie informazioni: ora di inizio della scossa, direzione e intensità delle oscillazioni orizzontali e intensità dei movimenti verticali. Lo strumento originale è probabilmente andato perduto, anche se è ben descritto in varie pubblicazioni e ne sono stati riprodotti degli esemplari.
Un altro campo a cui Cavalleri dedicò la propria attenzione producendo anche vari strumenti fu quello dell'ottica. In particolare realizzò un microscopio catadiottrico, vari cannocchiali, telescopi ed elioscopi. Di particolare rilievo due elioscopi polarizzanti che furono molto apprezzati da padre Angelo Secchi e da lui descritti nelle sue opere sul Sole, ed un telescopio rifrattore di grandi dimensioni. Il telescopio, realizzato nel 1850, aveva un obiettivo acromatico di 15 cm di apertura ed una lunghezza focale di 240 cm.
Infine il Cavalleri si interessò anche di agronomia ed in particolare della bachicoltura che al tempo era particolarmente sviluppata nella zona della Valle Padana dove egli viveva.